# Pacific Blue Airlines
Pacific Blue Airlines  — региональная авиакомпания со штаб-квартирой в городе Крайстчерч (Новая Зеландия), работающая на рынке коммерческих авиаперевозок на направлениях Австралия-Южная Азия и Новая Зеландия-Австралия, а также обслуживающая маршруты авиакомпании Polynesian Blue. Является дочерним подразделением авиационного холдинга Virgin Blue Holdings.
В качестве главных транзитных узлов (хабов) Pacific Blue Airlines использует международный аэропорт Крайстчерч, международный аэропорт Брисбен и аэропорт Окленд.
4 мая 2011 года руководство управляющей компании Virgin Blue объявило о намерении слить все дочерние авиакомпании и привести все коммерческие операции под единую торговую марку Virgin Australia. Завершение данных процедур для Pacific Blue Airlines планируется к середине 2012 года.

## История
Авиакомпания была основана в 2003 году и начала операционную деятельность в январе следующего года с регулярных рейсов между Крайстчерчем (Новая Зеландия) и Брисбеном (Австралия).
1 августа 2007 года код ИАТА авиакомпании изменён с «PBI» на «PBN», что было сделано по согласованию со службами авиадиспетчеров в целях ликвидации путаницы между заглавной латинской буквой «I» и цифрой «1».
21 августа 2007 года Pacific Blue Airlines сообщила о планах открытия внутренних регулярных рейсов между аэропортами Новой Зеландии с началом полётов 12 ноября 2007 года. Первоначально были открыты маршруты Окленд-Веллингтон, Крайстчерч-Веллингтон и Окленд-Крайстчерч, позднее в маршрутную сеть добавился регулярный рейс Данидин-Крайстчерч.
16 августа 2010 года авиакомпания объявила о завершении работы на рынке внутренних пассажирских перевозок Новой Зеландии, высвободившиеся мощности при этом были перераспределены на среднемагистральные маршруты и рейсы в аэропорты Тасмании. Последний рейс на внутренних направлениях авиакомпания совершила 17 октября 2010 года из Веллингтона в Окленд.

## Маршрутная сеть

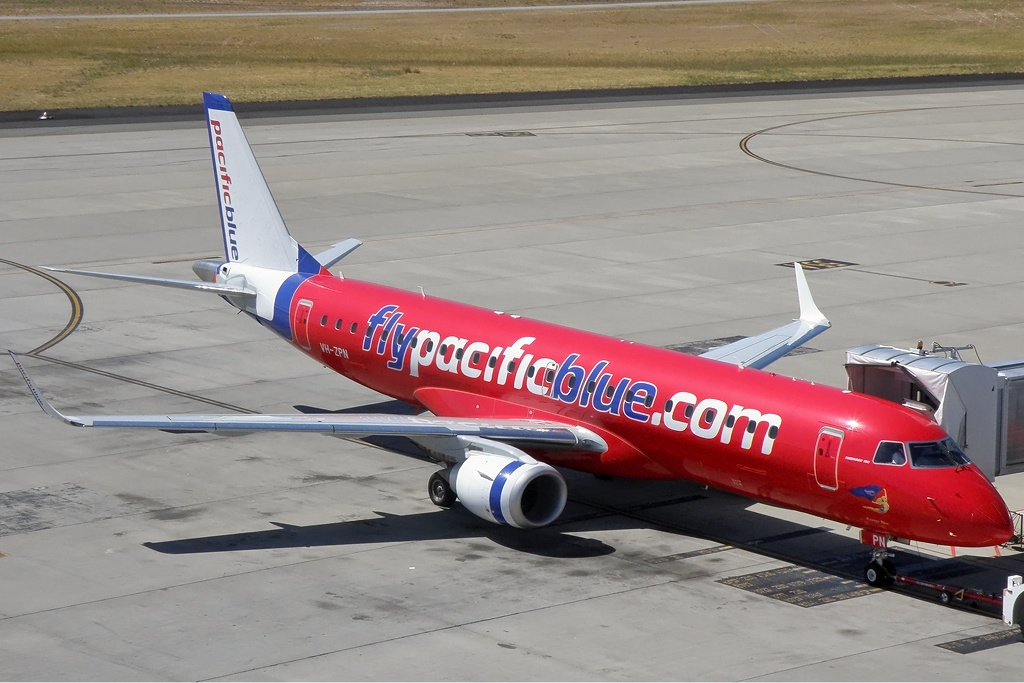
Embraer 190 авиакомпании Pacific Blue в аэропорту Перт

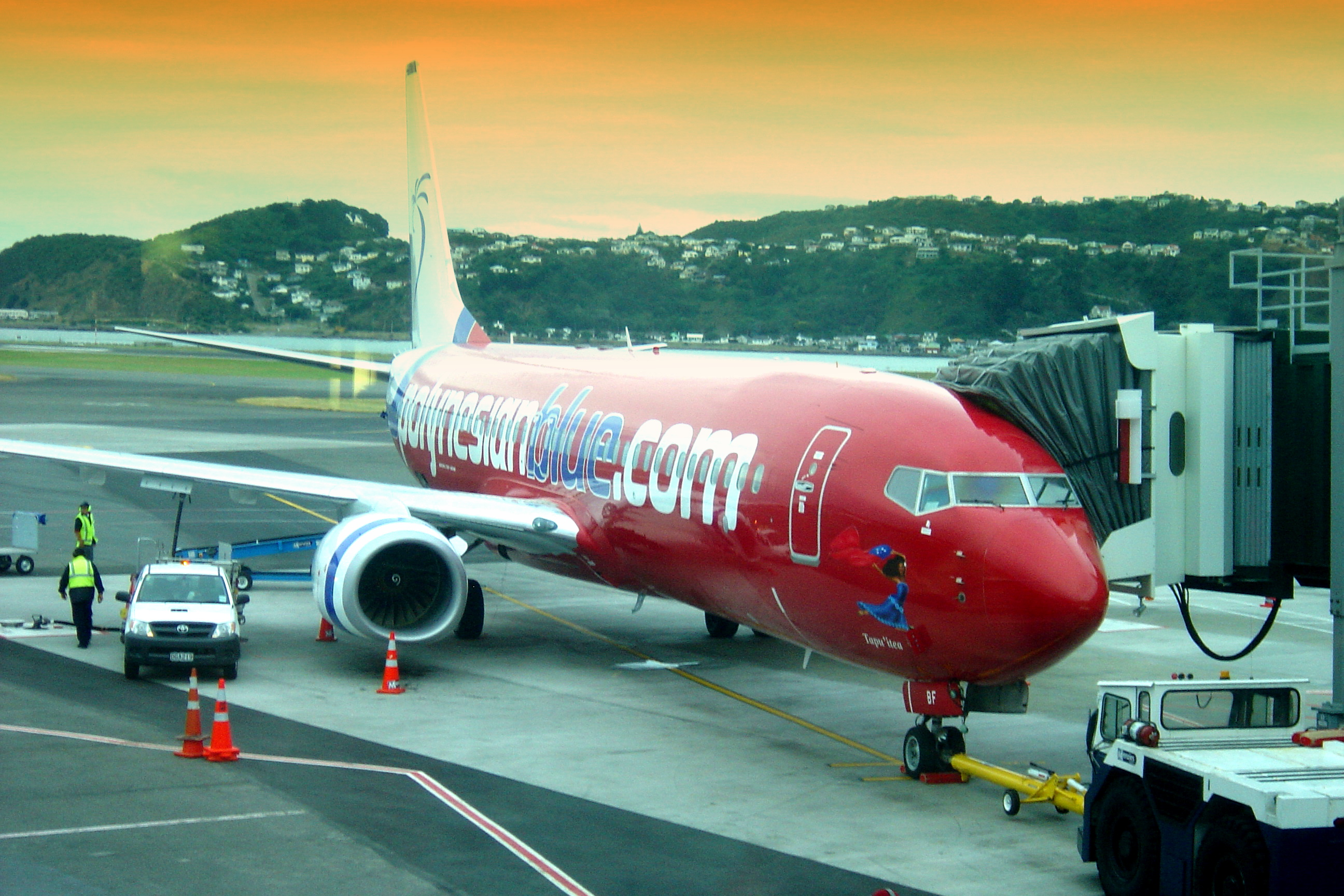
Boeing 737—800 (регистрационный ZK-PBF) авиакомпании Pacific Blue Airlines в международном аэропорту Веллингтон, март 2008 года. Самолёт работает в мокром лизинге, выполняя все рейсы авиакомпании Polynesian Blue

В июле 2011 года авиакомпания Pacific Blue Airlines осуществляла регулярные пассажирские перевозки из аэропортов Австралии и Новой Зеландии в Азию и страны тихоокеанского бассейна. Один самолёт работал под брендом авиакомпании Polynesian Blue в рамках «мокрого» лизинга.
В Новой Зеландии авиакомпании обслуживала аэропорты городов Окленд, Хэмилтон, Веллингтон, Крайстчерч, Данедин и Куинстаун.

## Флот
По состоянию на январь 2011 года воздушный флот авиакомпании Pacific Blue Airlines составляли следующие самолёты: